# نورعلی خلیفه
نورعلی خلیفه که با نام نورعلی خلیفه روملو نیز شناخته می‌شود، یک رهبر نظامی ایرانی در اوایل قرن شانزدهم و از مقامات ایل روملو بود. وی از سال ۱۵۱۲ تا ۱۵۱۵ فرماندار ارزنجان در زمان شاه اسماعیل یکم بود.
نورعلی خلیفه شخصیتی محوری در اوایل سلطنت صفویه بود. لشکرکشی گسترده او به آناتولی در سال ۱۵۱۲ با نیروهایی که در محل از صوفیان متعلق به صفویه جمع‌آوری شده بود و مصادف با به تخت نشستن سلیم اول بود که یکی از مواردی بود که منجر به نبرد چالدران (۱۵۱۴) شد. نیروی صفوی به رهبری نورعلی خلیفه به اعماق آناتولی نفوذ کرد، شهر توکات را تصرف کرد و غارت کرد، خطبه را به نام شاه اسماعیل در آنجا خواند و توانست سپاه عثمانی به رهبری سنان پاشا را که به دنبال آن‌ها فرستاده شده بود، شکست دهد.
در جریان نبرد سرنوشت‌ساز چالدران (۱۵۱۴)، نورعلی خلیفه و محمدخان استاجلو از فرماندهان اسماعیل اول بودند که تجربه دست اولی از شیوه‌های جنگی عثمانی داشتند. هر دو توصیه کردند که برای جلوگیری از استقرار مواضع دفاعی مناسب عثمانی‌ها به یکباره حمله کنند، اما دورمیش خان شاملو با بی‌ادبی رد کرد. دورمیش خان درگیری با دشمن ناآماده را بزدلانه می‌دانست. شاه اسماعیل پیشنهاد دورمیش خان شاملو برای حمله را تأیید کرد و به این ترتیب عثمانی‌ها اجازه یافتند تا دفاع خود را در اوقات فراغت خود آماده کنند. این امر بسیار پرهزینه شد و به شکست صفویه در چالدران کمک کرد. سرانجام نورعلی خلیفه در سال ۱۵۱۵ برای مقابله با عثمانی‌ها در نبرد آواجیک کشته شد.